# Király László (tankönyvíró)
Király László (Gyulafehérvár, 1928. február 1. –) magyar pedagógus, tankönyvíró.

## Életútja
Középiskolai tanulmányait szülővárosában kezdte s a kolozsvári Római Katolikus Főgimnáziumban fejezte be. A Bolyai Tudományegyetemen szerzett magyar nyelv és irodalom szakos tanári diplomát (1952). A nagyenyedi Bethlen Gábor Kollégium tanára. Az óvónő- és tanítóképző pedagógiai líceumok számára készült két tankönyve: Gyermek és ifjúsági irodalom (társszerkesztők: Jarosievitz Erzsébet, Józsa Miklós, Vita Zsigmond. 1973. Javított 2. kiadás 1983); tanári kézikönyve: A magyar nyelv tanításának módszertana az I–IV. osztályban (társszerkesztő Győrfi Ibolya, 1979). A nemzetiségi elnyomás közepette nagy szerepe volt a magyar nyelvű tankönyvek és tanári kézikönyvek közreadásának.